# Ann Blair
Ann M. Blair (nacida en 1961) es una historiadora estadounidense y profesora de la Universidad Carl H. Pforzheimer en la Universidad de Harvard. Se especializa en la historia cultural e intelectual de la Europa moderna temprana (siglos XVI-XVII), con énfasis en Francia. Sus intereses incluyen la historia del libro y de la lectura, la historia de las disciplinas y la erudición, y la historia de las interacciones entre ciencia y religión. Es más conocida por ser la autora de Too Much to Know (2010).

## Biografía

### Primeros años
Estudió en la Universidad de Harvard, la Universidad de Cambridge y la Universidad de Princeton. En Princeton, fue la segunda estudiante de posgrado de Anthony Grafton. Defendió una disertación titulada "Reescenificación de Jean Bodin: el Universae Naturae Theatrum (1596) en su contexto cultural" en 1990, que se convirtió en la base de su libro de 1997.

### Carrera
Desde 1996 enseña en la Universidad de Harvard. Fue nombrada profesora de la Universidad de Harvard en 2009 por su destacada enseñanza de pregrado y desde entonces ha recibido numerosos premios de enseñanza, incluido el Premio de Enseñanza Harvard Phi Beta Kappa de 2018. Recibió el Premio Everett Mendelsohn a la Excelencia en Mentoría en 2014. Cuatro estudiantes de último año de quienes Blair fue asesora ganaron el Premio Hoopes por su destacada tesis de último año, un premio que la propia Blair ganó cuando era estudiante en la Universidad de Harvard. Forma parte del Consejo Editorial de la Revista de Historia de las Ideas. Fue elegido miembro de la Sociedad Filosófica Estadounidense en 2009.

## Publicaciones

### Libros
- (ed. with Anthony Grafton, The Transmission of Culture in Early Modern Europe, University of Pennsylvania Press, 1990, ISBN 978-0-8122-1667-7
- The Theater of Nature: Jean Bodin and Renaissance Science, Princeton, NJ: Princeton University Press, 1997, ISBN 978-0-691-05675-3
- Too Much to Know: Managing Scholarly Information before the Modern Age, Yale University Press, 2010 ISBN 9780300165395
- ed. with Anthony Grafton, Information: A Historical Companion, Princeton University Press, 2021.

### Artículos y capítulos
- "Estrategias de lectura para afrontar la sobrecarga de información, ca. 1550-1700", Revista de Historia de las Ideas 64 (2003), págs. 11–28.
- "Tomar notas como arte de transmisión", Critical Inquiry 31 (2004), págs. 85–107.
- "Filosofía natural" en The Cambridge History of Science, vol. 3: Ciencia moderna temprana, ed. Katharine Park y Lorraine Daston (Cambridge: Cambridge University Press, 2006), págs. 365–405.
- "Organizaciones del conocimiento", en Cambridge Companion to Renaissance Philosophy, ed. James Hankins (Cambridge: Cambridge University Press, 2007), págs. 287–303.
- "Ciencia y religión", en Cambridge Historia del cristianismo, vol. 6: Reforma y expansión, 1500-1660, ed. Ronnie Po-Chia Hsia (Cambridge: Cambridge University Press, 2007), págs. 427–45.
- (ed. con Jennifer Milligan), un número especial de Archival Science 7:4 (2007) titulado "Hacia una historia cultural de los archivos", con una introducción en coautoría, págs. 289–96
- "Libros de texto y métodos para tomar notas en la Europa moderna temprana", en Conocimiento académico: libros de texto en la Europa moderna temprana, ed. Emidio Campi, Simone de Angelis, Anja-Silvia Goeing y Anthony Grafton (Ginebra: Droz, 2008), págs. 39–73.
- "Corrections manuscrites et listes d'errata à la Renaissance", en Esculape et Dionysos . Mélanges en l'honneur de Jean Céard, ed. Jean Dupèbe, Franco Giacone, Emmanuel Naya y Anne-Pascale Pouey-Mounou (Ginebra: Droz, 2008), págs. 269–86.
- "Distinciones disciplinarias ante las 'dos culturas'", The European Legacy 13:5 (2008), págs. 577–88, en un número especial sobre "Los lenguajes de las ciencias y los lenguajes de las humanidades", ed. Oren Harman.
- El auge de la toma de notas en la Europa moderna temprana . Revisión de la historia intelectual 20(3): 303-16.